# Boleszewo-Kolonia
Boleszewo-Kolonia [bɔlɛˈʂɛvɔ kɔˈlɔɲa] là một khu định cư ở khu hành chính của Gmina Sławno, thuộc hạt Sławno, Zachodniopomorskie, ở phía tây bắc Ba Lan. Nó nằm khoảng 5 kilômét (3 mi) phía tây Sławno và 171 km (106 mi)     về phía đông bắc của thủ đô khu vực Szczecin.
Trước năm 1945, khu vực này là một phần của Đức. Đối với lịch sử của khu vực, xem Lịch sử của Pomerania.